# مؤمن یاسین
نام وی در تفاسیر مختلف از جمله مجمع البیان، تفسیر کشاف و تفسیر نمونه حبیب نجّار آمده است. از او با عناوین مؤمن آل یاسین، مؤمن یاسین، صاحب یاسین و صاحب آل‌یاسین نیز یاد شده است.
او مردی حقگرا دانسته شده که پس از ورود پیامبرانی که رسولان حضرت عیسی دانسته شده بودند، بعد از شنیدن دعوت آسمانی‌شان، به آنان ایمان آورد، و چون خانه‌اش در دورترین بخش شهر، و در کنار دروازه‌ای از دروازه‌های شهر بود، با شنیدن خبر تکذیب پیامبران از سوی قوم و تصمیم خطرناک آنان به کشتن ایشان، بی‌درنگ برای یاری رساندن به حق و عدالت و هدایت قوم، خود را به آنجا رسانید.

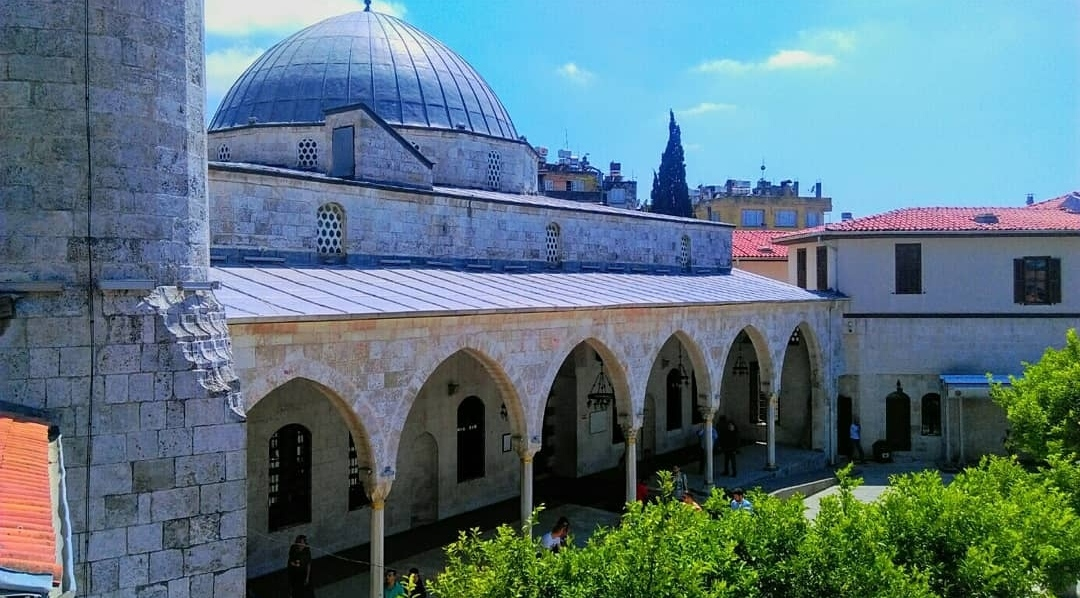
مرقد حبیب نجار در انطاکیه

ماجرای ایمان او در آیات ۲۰ تا ۲۳ سوره یاسین در قرآن آمده است. مردمانِ شهری که حبیب نجار را کشتند را مردمان یاسین می‌گویند که در قرآن با عنوان «اصحاب القریة» از آن‌ها یاد شده است.
آرامگاه حبیب نجار به شکل یک مسجد در شهر انطاکیه قرار دارد و زیارتگاه مردم است. البته این مسجد در سال ۱۴۰۱ درگیر زلزله مهیبی شد که آسیب زیادی به ساختمان این بنا وارد کرد.